# Re Lear della steppa
Re Lear della steppa (in russo Степной король Лир?, Stepnoj korol' Lir) è un racconto di Ivan Sergeevič Turgenev pubblicato per la prima volta nel 1870.

## Trama
Dmitrij Semënovič racconta a un gruppo di amici una vicenda, risalente a quando il narratore aveva 15 anni di età, riguardante un amico di famiglia le cui vicende gli ricordano quelle del protagonista del dramma scespiriano Re Lear, il sovrano che aveva abdicato e diviso il regno fra le sue figlie.
Martin Petrovič Harlov è un piccolo proprietario terriero dall'aspetto fisico imponente, dalla forza erculea e dal carattere autoritario. Molto tempo prima Martin aveva salvato la vita di Natal'â Nikolaevna, l'aristocratica madre del narratore, e da allora quest'ultima lo ha preso sotto la sua protezione, visto che Martin è semianalfabeta e soggetto a episodi ciclotimici. Martin è ormai vedovo e vive con due figlie: Anna, la maggiore, sposata a Vladimir Sletkin, ed Evlampia, la figlia prediletta di Martin, una ragazza bellissima che Natal'â Nikolaevna vorrebbe far sposare con Gavrilo Žitkov, un ex ufficiale dell'esercito.
In seguito a un sogno, Martin teme che la sua morte sia prossima e decide di fare un contratto di donazione di tutti i suoi averi a favore delle due figlie. Natal'â Nikolaevna, il proprio cognato e lo stesso notaio mettono in guardia Martin sulle conseguenze della donazione; ma costui risponde di essere assolutamente certo dell'affetto delle proprie figlie nei suoi confronti. Poco tempo dopo le due figlie e il genero estromettono del tutto il generoso Martin il quale sopporta in silenzio qualsiasi prepotenza per non comprometterle. Quando però il cognato Souvenir lo schernisce, Martin viene colto da furore e comincia a distruggere l'abitazione di famiglia; tuttavia, travolto da una trave, muore. Subito dopo il funerale del padre, Evlampia si allontana dalla casa paterna, dopo aver donato il proprio patrimonio alla sorella.
Il narratore Dmitrij Semënovič ritorna al villaggio quindici anni dopo. Vladimir Sletkin è morto, sua moglie Anna conduce le proprietà familiare con grande avvedutezza. Nel villaggio nessuno ha più notizie di Evlampia; ma il narratore ritiene di averla identificata nella severa madre superiora della setta religiosa dei Chlysty, intravista dallo stesso narratore qualche anno dopo in una piccola località nei pressi di San Pietroburgo.

## Critica
Un re Lear della steppa è un racconto costruito da Turgenev sul modello del Re Lear di William Shakespeare. L'autore appartiene alla scuola naturalista russa, ma «il suo realismo è mitigato spesso da riflessi di melanconia quasi romantica». La copertina col manoscritto del racconto contiene i seguenti dati registrati per mano dell'autore: iniziato alle ore 15 di sabato 27 febbraio 1869 all'Hotel Prinz Max di Karlsruhe, terminato alle 21 di sabato 2 marzo 1870 all'Hotel de Russie di Weimar. Il lungo periodo di tempo dedicato alla composizione è un'altra prova della cura con la quale Turgenev procedette; Turgenev dedicò, per esempio, molto tempo ad approfondire le modalità e il lessico della legislazione russa delle donazioni, come pure al lessico della costruzione dei tetti.

## Storia editoriale
Il racconto fu pubblicato sul numero di ottobre 1870 della rivista Il messaggero d'Europa (in russo Вестник Европы?, Vestnik Evropy). Apparve in lingua italiana, nel 1885 nel volume n. 153 della collana "Biblioteca universale Sanzogno", con l'indicazione "versione dal russo", ma privo del nome del traduttore. Il racconto non piacque a Dostoevskij («È una cosa enfatica e vuota, e il tono è basso»), mentre suscitò invece l'entusiasmo di Gončarov («Come è raccontato vivacemente, una delizia! lo avvicino alle Memorie di un cacciatore, nelle quali Turgenev è un vero artista, un creatore»).

## Edizioni in lingua italiana
- Jvan Turghenieff, Il re Lear della steppa; Strana istoria; Toc... toc... toc...: racconti di J. Turghenieff, Milano: Sonzogno, 1885
- Ivan Turgenief, Un re Lear delle steppe, Roma: Società editrice laziale, 1903
- Ivan Turghenjev, Il Re Lear delle steppe: racconti; versione integrale dal russo con note di Maria Karklina, Torino: Slavia, 1930
- Ivan Turgheniev, Il re Lear della steppa; a cura di Gian Galeazzo Severi, Milano: La Prora, 1944
- Ivan Turgheniev, Un re Lear della steppa; traduzione di Alfredo Polledro, Milano: Rizzoli, Coll. Biblioteca universale Rizzoli n. 57, 1949
- Ivan Turgheniev, Re Lear della steppa; introduzione e note di Hanna Mirecka e Aurora Beniamino, Modena: Edizioni paoline, Coll. Maestri n. 101, stampa 1960
- Ivan Sergeevič Turgenev, Un re Lear della steppa, Firenze: Passigli, Coll. Biblioteca del viaggiatore n. 12, 1987, ISBN 88-368-0557-4

## Adattamenti
- Charlov e le figlie, opera teatrale tratta da Re Lear della steppa, realizzata nel 1966 con la regia di Giandomenico Giagni e protagonisti Tino Buazzelli, Luca Ronconi, Ferruccio Soleri, Silvano Tranquilli, Antonio Pierfederici, Evi Maltagliati, Luisa Rossi e Wandisa Guida[5].